# Majkovec
Majkovec is een plaats in de gemeente Sveti Ivan Zelina in de Kroatische provincie Zagreb. De plaats telt 180 inwoners (2001).